# あいは呪いの日本人形♥
『あいは呪いの日本人形♥』（あいはのろいのにほんにんぎょう）は、原案・作画：水兵きき、原作：ぱーとによる日本の漫画作品。
スクウェア・エニックス刊『ガンガンパワード』2007年No.9・10に読み切り作品として掲載された後、同社のウェブコミック配信サイト・『ガンガンONLINE』にて2008年10月9日更新分から2009年4月16日更新分まで連載された。全7話。

## ストーリー
フィギュアが大好きな少年・海洋コトブキはおばさんの家にある土蔵の整理を手伝い、土蔵の奥に眠っていた日本人形のあいを引き取った。
呪いの人形として恐れられていたあいは久々に自分を手にした人間を怪奇現象で怖がらせようとするが、コトブキは全く怖がる気配も無く自分の意志で動く人形なんて珍しいと言って大喜びする。拍子抜けしたあいは呪いの人形のプライドに賭けてコトブキを怖がらせようと決意するも、どこまでも親切なコトブキの厚意に対して戸惑いを覚え始める。

## 登場人物
あい
呪いの力により、自分の意志を持って動くことが出来る日本人形。これまで数多くの持ち主を恐怖に陥れて来たが、新しい持ち主のコトブキが自分を全く怖がらないため意地でも怖がらせようと思っている。その一方で人形を単なるモノ扱いせず深い愛情を注ぐコトブキに対して好意が芽生え始めているが、呪いの人形としてのプライドからその事実を認めたくない葛藤でツンデレ状態に陥っている。
海洋 コトブキ（かいよう コトブキ）
フィギュアのコレクション・鑑賞が趣味の少年。おばさんの家にある土蔵の整理を手伝った際にあいを発見し、そのまま連れて帰る。あいが自分の意志を持って動けることに驚きはすれど、怖がることは無い。
フィギュアに限らず人形に関する知識が豊富で着せ替え用の服を自作する手先の器用さも持ち合わせており、嫌がるあいにコスプレをさせて楽しんでいる。
名前の由来はフィギュア製造会社である「海洋堂」と「コトブキヤ」を合わせたもの。
市松（いちまつ）
人の形に切り抜かれた紙を依代とするあいの式神。あいが土蔵で眠っている間も街へ繰り出していたため、世情に詳しい。
おばさん
コトブキ宅の近所に住んでいる初老の女性。自宅の庭に様々な古道具が収納された土蔵がある。

## 単行本
ガンガンコミックスONLINEより刊行。
- 2009年7月22日発売 ISBN 978-4-7575-2618-1